# Leptoseris cucullata
Espèce
Helioseris cucullata est une espèce de coraux appartenant à la famille des Agariciidae.